# Бабич Михайло Павлович

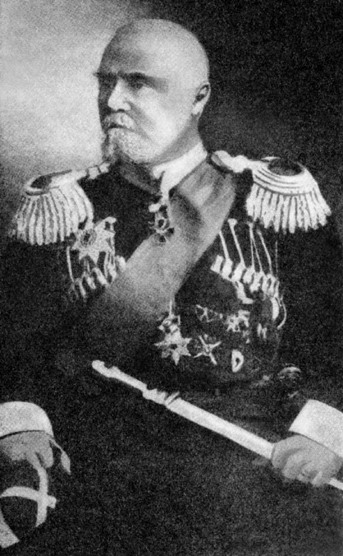
Портрет генерала в мундирі

Бабич Михайло Павлович (*22 липня 1844 — †7 серпня 1918) — наказний отаман Кубанського козацького війська від 3 лютого 1908 по 26 березня 1917. Перший від часу створення Кубанського війська отаман-кубанець з родових кубанських козаків.

## Життєпис
Народився в сім’ї генерала П. Бабича. Закінчив Михайлівський кадетський корпус у Воронежі. Службу почав 1862 в Тарутинському батальйоні. 1863 направлений на Кавказ, брав участь у поході проти горців, потім служив в армійських стройових частинах. Перебував у складі Єреванського загону під час російсько-турецької війни 1877–1878, штурмував фортецю Баязет, одержав чин капітана. 1880–1881 брав участь у бойових діях проти ахалтекинців під командуванням генерала Михайла Скобелєва. 1888 призначений командиром 4-го Кубанського пластунського батальйону, від 1891 Новобаязетського і 156-го Єлизаветського піхотних полків, одержав чин полковника. 1897 — отаман Єкатеринодарського відділу Кубанської області. 1899 одержав чин генерал-майора і переведений на посаду помічника наказного отамана. Від грудня 1906 до 1908 — військовий губернатор області. 1907 за відмінну службу надано чин генерал-лейтенанта. У лютому 1908 за поданням намісника царя на Кавказі призначений наказним отаманом Кубанського козацького війська. Поміж козацтва Бабич був знаний як добрий адміністратор і безкорислива людина. У його формулярному списку в графі про майновий стан записано: «Крім утримання за службу, нічого не має». У березні 1917 у зв’язку з хворобою наказом Тимчасового уряду звільнений зі служби з мундиром і пенсією. 7 серпня 1918 відставний 74-річний отаман був страчений більшовиками у П’ятигорську, біля підніжжя гори Машук. 